# Мацьоцька Богдана Олегівна
Богда́на Оле́гівна Мацьо́цька (нар. 27 серпня 1989, Косів) — українська гірськолижниця, олімпійка, неодноразова призерка міжнародних змагань FIS та українських турнірів. Майстер спорту міжнародного класу. 

## Життєпис
Богдана Мацьоцька народилася 27 серпня 1989 року в місті Косів. Представляла Косівську спортивну школу. На своїх перших Зимових Олімпійських іграх 2010 у Ванкувері вона була 44-ю у гігантському слаломі та 37-ю у слаломі. У 2014 році, на Зимових Олімпійських іграх в Сочі, Богдана виборола 27-ме місце в дисципліні супер-гігант. 
Перший і нинішній тренер — батько Олег Петрович Мацьоцький. 
Закінчила навчання у Львівському державному університеті фізичної культури з червоним дипломом магістра.  
Працює за спеціальністю тренером у Державному центрі олімпійської підготовки.

## Особисте життя
Одружена. 3 вересня 2016 року народила доньку Вікторію. 
Захоплення — подорожі, спілкування, мистецтво.

## Зимові ігри-2014
20 лютого 2014 року на знак протесту проти нищення свого народу владою відмовилася від участі в Олімпійських іграх у Сочі та висловила своє ставлення до Віктора Януковича: «Він щонайменше повинен сидіти у в'язниці. І дуже довго. За всі життя, які він забрав, за невинних людей, які просто прийшли спочатку мирно відстояти свою думку».

## Виступи на міжнародних змаганнях
| Рік  | Турнір | Місце проведення               | СЛ   | ГС | СГ   | ШС | ГК |
| ---- | ------ | ------------------------------ | ---- | -- | ---- | -- | -- |
| 2008 | ЮЧС    | Форміґаль, Іспанія             | 43   | 61 | 70   | 50 | 19 |
| 2009 | ЮЧС    | Ґарміш-Партенкірхен, Німеччина |      |    | 41   | 44 |    |
| 2009 | ЧС     | Валь-д'Ізер, Франція           | DNF1 | 42 | 33   |    |    |
| 2010 | ОІ     | Вістлер-Блеккомб, Канада       | 37   | 44 |      |    |    |
| 2011 | ЧС     | Ґарміш-Партенкірхен, Німеччина | DNF1 | 52 | 38   | 34 | 26 |
| 2013 | ЧС     | Шладмінг, Австрія              | 61   | 46 | DNS1 |    | 32 |